# Cenchrea dorsalis
Cenchrea dorsalis är en insektsart som beskrevs av John Obadiah Westwood 1840. Cenchrea dorsalis ingår i släktet Cenchrea och familjen Derbidae. Inga underarter finns listade i Catalogue of Life.